# Jorge Medina Estévez
Pour les articles homonymes, voir Medina et Estévez.
Jorge Arturo Medina Estévez, né à Santiago du Chili le  23 décembre 1926 et mort dans la même ville le 3 octobre 2021, est un cardinal chilien de l'Église catholique romaine, préfet émérite de la Congrégation pour le culte divin et la discipline des sacrements depuis 2002.

## Biographie

### Prêtre
Il est ordonné prêtre le 12 juin 1954 pour le diocèse de Santiago du Chili. Il a longtemps assumé la charge de chanoine pénitencier de la cathédrale métropolitaine de Santiago ainsi que celle de juge au tribunal ecclésiastique de cette même ville.
Il a participé au Concile Vatican II comme expert nommé par le pape Jean XXIII. Il a collaboré avec divers organismes de la Curie romaine et été conseiller auprès de différents dicastères.

### Évêque
Il est nommé évêque titulaire de Thibilis (de) et évêque auxiliaire de Rancagua (à 87 km au sud de Santiago du Chili) le 18 décembre 1984. Il est consacré évêque par Jean-Paul II en la solennité de l’épiphanie de 1985 avec comme co-consécrateurs Eduardo Martínez Somalo et Duraisamy Simon Lourdusamy.
Le 25 novembre 1987, il est nommé évêque de Rancagua avant d'être muté à Valparaíso le 16 avril 1993. Cette même année, le pape lui confie la prédication des exercices spirituels de la Curie.
Il est appelé à Rome le 21 juin 1996 comme pro-préfet de la Congrégation pour le culte divin et la discipline des sacrements.

### Cardinal
Jorge Medina Estévez est créé cardinal au consistoire du 21 février 1998 avec le titre de cardinal-diacre de San Saba. Il devient alors préfet de la congrégation. Il le reste jusqu'en 2002 lorsqu'il se retire, atteint par la limite d'âge.
Le 24 février 2005, à peine plus d'un mois avant la mort du pape Jean-Paul II, le cardinal protodiacre Poggi, alors âgé de 86 ans et n'ayant plus le droit de participer au conclave, opte pour l'ordre des cardinaux-prêtres. Jorge Medina Estévez, en tant que doyen d'ancienneté des cardinaux-diacres devient le nouveau cardinal protodiacre. C'est en cette qualité qu'il lui revient d'annoncer au monde l'élection du pape Benoît XVI le 19 avril 2005 depuis le balcon de la basilique Saint-Pierre. C'est également lui qui pose le pallium sur les épaules du nouveau pape lors de sa messe d'inauguration le 24 avril suivant.
Jorge Medina Estévez atteint l'âge de 80 ans le 23 décembre 2006, ce qui l'empêche de participer aux votes du conclave de 2013 qui voit l'élection du pape François. 
Il est remplacé le 23 février 2007 au rang de cardinal protodiacre par le cardinal Darío Castrillón Hoyos. Le 1er mars 2008, il est élevé au rang de cardinal-prêtre.
Il meurt le 3 octobre 2021 à Santiago du Chili à l'âge de 94 ans.

## Succession apostolique
Jorge Medina Estévez a ordonné les évêques suivants :
- Évêque Luis Gleisner Wobbe (es) (1991)
- Évêque Juan Barros Madrid (es) (1995)